# Pedro Martínez (Spagna)
Pedro Martínez è un comune spagnolo di 1 151 abitanti (2021) situato nella comunità autonoma dell'Andalusia.